# Balthasar Mathesius
Johann Balthasar Mathesius (* 11. Februar 1669 in Siebenlehn; † 10. März 1737 in Wurzen) war ein deutscher evangelischer Theologe.

## Leben
Johann Balthasar Mathesius wurde als Sohn des Pastors Balthasar Mathesius (1640–1696) und der Anna Magdalena geb. Priesnitzer (1645–1709) geboren.
Nachdem er zunächst Hausunterricht erhalten hatte, besuchte Mathesius von 1682 bis 1684 die fürstliche Landesschule St. Augustin in Grimma. In der Folge absolvierte er ein Theologiestudium, welches er mit dem Erwerb des Magistertitels abschloss. 1693 trat Mathesius seine erste Pfarrstelle in Wellersdorf an, von wo er nach Brockwitz wechselte. Dort arbeitete er 1696 bis 1708. In der Folge ging er als Pfarrer nach Dahlen. 1721 übernahm Mathesius die Pfarrstelle in Pretzsch, die er bis 1729 innehatte. Während dieser Zeit verstarb im örtlichen Schloss am 5. September 1727 die Kurfürstin von Sachsen und Königin  von Polen Christiane Eberhardine, welche er seelsorgerisch betreut hatte. 1729 erfolgte die Berufung von Mathesius als Superintendent und Beisitzer des Konsistoriums des Stifts Wurzen.
Mathesius heiratete 1693 Johanna Sophie Barthold (1663–1714). Nach deren Tod ging er 1716 eine Ehe mit Magdalena Sophie geborene Lindner, verwitwete Bertram ein. In beiden Verbindungen hatte er 13 Kinder, von denen die meisten jung starben; alle Überlebenden waren  Mädchen.

## Werke
- Disputatio Physica, Qua In Transitu Israelitarum Per Mare Erythraeum Non Fuisse Fluxum Et Refluxum Maris (1693 ?).
- Hrn. M. Joh. Mathesii weyl. beruhmten und frommen Pfarrers in Joachimthal Lebens-Beschreibung ... (1705).
- Die letzten Lebensstunden der hochseligen Königin Eberhardine (1727, 1894).